# Kariel I
Kariel I (auch: Karel, Karayel) ist ein Weiler im Arrondissement Niamey V der Stadt Niamey in Niger.

## Geographie
Der Weiler befindet sich an der zur Staatsgrenze mit Burkina Faso führenden Nationalstraße 6 im Westen des ländlichen Gebiets von Niamey V. Zu den umliegenden Siedlungen zählen die Weiler Kolonsa im Nordosten, Djadjiré im Osten, Hama Gatio im Süden und Kariel II im Westen.
Bei Kariel I verläuft das 17 Kilometer lange Trockental Kourtéré Gorou, das hinter Kourtéré in den Fluss Niger mündet.

## Bevölkerung
Bei der Volkszählung 2012 hatte Kariel I 718 Einwohner, die in 127 Haushalten lebten. Bei der Volkszählung 2001 betrug die Einwohnerzahl 681 in 103 Haushalten.

## Wirtschaft und Infrastruktur
Im Weiler gibt es eine Grundschule.